# Brunstatt
Brunstatt [bʁunʃtat] est une ancienne commune française, devenue une commune déléguée de la commune nouvelle de Brunstatt-Didenheim le 1er janvier 2016, située dans la collectivité européenne d'Alsace en région Grand Est. 

## Géographie

### Situation
Le territoire de la commune déléguée s'étend sur 9,66 km2 dans le sud de la banlieue de Mulhouse dans la région historique et culturelle d'Alsace. Elle est incluse dans l'unité urbaine de Mulhouse et est située sur la route qui relie Mulhouse intra-muros à Altkirch. Elle se trouve à l'entrée de la vallée de l'Ill (au nord), tandis qu'au sud les maisons sont perchées sur les derniers contreforts du Jura appelés Sundgau. L'autoroute A36 passe à six kilomètres. 
| Mulhouse quartier du Haut-Poirier | Mulhouse   | Mulhouse quartier du Rebberg |
| Didenheim                         | Brunstatt  | Riedisheim                   |
| Zillisheim                        | Flaxlanden | Bruebach                     |

### Hydrographie
Brunstatt est arrosée par l'Ill et proche du canal du Rhône au Rhin. À un kilomètre du centre de la commune, sur le terrain de la chapelle de la Croix du Burn, se trouve une source appelée Burnen qui forme un petit ruisseau. C'est sans doute de cette source que la commune tient son nom.

### Climat
Le climat mulhousien correspond à un climat semi-continental d'abri lié à la position de la ville dans la plaine d'effondrement.
Valeurs normales - Station météo de Bâle-Mulhouse (altitude : 263 mètres)
| Mois                                                                                 | J    | F    | M    | A    | M    | J    | J    | A    | S    | O    | N   | D    |
| ------------------------------------------------------------------------------------ | ---- | ---- | ---- | ---- | ---- | ---- | ---- | ---- | ---- | ---- | --- | ---- |
| Températures maximales moyennes (°C)                                                 | 4,5  | 6,6  | 11,1 | 14,6 | 19,3 | 22,4 | 25,2 | 25   | 20,8 | 15,2 | 8,8 | 5,7  |
| Températures minimales moyennes (°C)                                                 | -1,5 | -0,9 | 1,9  | 4,2  | 8,5  | 11,6 | 13,7 | 13,4 | 10,3 | 6,5  | 2   | -0,3 |
| Source : Météo France Les données climatiques à Mulhouse sur le site de Météo France |      |      |      |      |      |      |      |      |      |      |     |      |

## Histoire
La source du Burnen était déjà connue à l'époque néolithique et surtout à l'époque romaine. Mais les origines de Brunstatt sont inconnues. Un document rédigé vers 1200 et faussement daté du IXe siècle parle de possessions du couvent du Mont Sainte-Odile.
- 1295 : le seigneur Cuno de Berckheim fut autorisé à construire un château fort.
- 1310 /1468 : Brunstatt devint fief du comte de Ferrette .
- 13 juin 1468 : le château fut attaqué par les Mulhousiens et les Confédérés durant « la guerre des six deniers ».
- 1495 : le château fut vendu au comte de Thierstein.
- 1523 : revente du château aux nobles  d'Ortenburg-Salamanca.
- 1644 : acquisition du château par Martin Besenval, membre du Grand Conseil de Soleure.
- Août 1657 : ce dernier acheta le reste du village.
- 29 décembre 1674 : le Maréchal de Turenne livra bataille aux impériaux. Le château fut pris au matin du Nouvel An.
- 1721 /1791 : le dernier seigneur de Brunstatt, Pierre-Victor de Besenval de Brünstatt, occupa une position prépondérante à la cour de Versailles.
- 1791 : la Révolution française mit fin à cette seigneurie.
- 1857 : démolition du château lors de la construction de la voie ferrée Mulhouse-Belfort.
- 1872 : réalisation de la fontaine Saint-Georges.
- 8 octobre 1882 : consécration de la chapelle de la Croix du Burn.
- 1900 /1901 : raccordement aux réseaux d'eau et d'électricité.
- 19 août 1914 : le 19e Dragons commandé par le lieutenant-colonel Thouvet lança une charge héroïque contre les Allemands. Ce fut une hécatombe.
- 17 novembre 1918 : six jours après l'armistice , les troupes françaises reviennent à Brunstatt ; la commune est libérée.
- 12 octobre 1924 : consécration de l'église Saint-Georges reconstruite à la suite de l'incendie de 1914.
- 20/21 novembre 1944 : libération par le 2e RCA - Mort du Brigadier-Chef Lacombe.
- 14 mai 1953 : consécration de l'église Ste-Odile.
- 1965 : début des travaux d'assainissement.
- 1980 : jumelage avec Dinkelscherben dans l'arrondissement d'Augsbourg, en Bavière (Allemagne).
- 1987 -1988 : construction de la Salle Municipale des Sports.
- 1991 : achèvement de la construction du bassin de retenue d'orage de 81 000 m3.
- 1994 -1995 : rénovation du Foyer St-Georges, baptisé et renommé « Espace Saint-Georges ».
- 2000 : inauguration du collège Pierre Pflimlin.
- 2008 -2010 : travaux de suppression du passage à niveau 3 et de remplacement par un pont-rail doublé d'un pont-canal.
- 2015-2016 : destruction des dernières maisons de l'ancien château.

### Héraldique
| Blason de Brunstatt | Les armes de Brunstatt se blasonnent ainsi : « D'argent au fer à cheval de gueules, les sept trous ajourés du champ, quatre à senestre, trois dans le point du flanc dextre. » |

## Politique et administration

### Budget et fiscalité 2014
En 2014, le budget de la commune était constitué ainsi :
- total des produits de fonctionnement : 5 198 000 €, soit 828 € par habitant ;
- total des charges de fonctionnement : 3 799 000 €, soit 605 € par habitant ;
- total des ressources d'investissement : 1 877 000 €, soit 299 € par habitant ;
- total des emplois d'investissement : 1 834 000 €, soit 292 € par habitant ;
- endettement : 2 378 000 €, soit 379 € par habitant.

Avec les taux de fiscalité suivants :
- taxe d'habitation : 14,11 % ;
- taxe foncière sur les propriétés bâties : 16,52 % ;
- taxe foncière sur les propriétés non bâties : 54,34 % ;
- taxe additionnelle à la taxe foncière sur les propriétés non bâties : 0,00 % ;
- cotisation foncière des entreprises : 0,00 %.

### Liste des maires
| Période                                  | Période                | Identité           | Étiquette       | Qualité |
| ---------------------------------------- | ---------------------- | ------------------ | --------------- | --- |
| Les données manquantes sont à compléter. |                        |                    |                 | |
| 1922                                     |                        | Joseph Koelbert    | UPR             | Agronome Conseiller d'arrondissement (1934 → 1940)                                                                                                  |
| Les données manquantes sont à compléter. |                        |                    |                 | |
| mars 1965                                | janvier 1976 (décès)   | Antoine Rosenblatt |                 | Industriel |
| 1976                                     | 1992                   | André Blum         | Ind. (RPR app.) | Professeur d’éducation physique et sportive, maire honoraire Conseiller général de Mulhouse-Sud (1985 → 1988)                                       |
| 1992                                     | avril 2010 (démission) | Francis Flury      | UDF puis DVD    | Expert-comptable et expert judiciaire Conseiller général de Mulhouse-Sud (1994 → 2015) Vice-président du conseil général du Haut-Rhin (1994 → 2015) |
| avril 2010                               | décembre 2015          | Bernadette Groff   | UMP puis UDI    | Infirmière libérale |

| Période      | Période                   | Identité          | Étiquette | Qualité                                                        |
| ------------ | ------------------------- | ----------------- | --------- | -------------------------------------------------------------- |
| janvier 2016 | juin 2018                 | Christian Vogt    |           | Cadre bancaire Premier adjoint au maire de Brunstatt-Didenheim |
| juin 2018    | En cours (au 23 mai 2020) | Jérémie Friderich |           | Commerçant Premier adjoint au maire de Brunstatt-Didenheim     |

## Démographie
L'évolution du nombre d'habitants est connue à travers les recensements de la population effectués dans la commune depuis 1793. À partir du 1er janvier 2009, les populations légales des communes sont publiées annuellement dans le cadre d'un recensement qui repose désormais sur une collecte d'information annuelle, concernant successivement tous les territoires communaux au cours d'une période de cinq ans. 
Pour les communes de moins de 10 000 habitants, une enquête de recensement portant sur toute la population est réalisée tous les cinq ans, les populations légales des années intermédiaires étant quant à elles estimées par interpolation ou extrapolation. Pour la commune, le premier recensement exhaustif entrant dans le cadre du nouveau dispositif a été réalisé en 2006,.
En 2015, la commune comptait 6 175 habitants, en évolution de +0,82 % par rapport à 2010 (Haut-Rhin : +1,54 %, France hors Mayotte : +2,49 %).
| 1793 | 1800  | 1806  | 1821  | 1831  | 1836  | 1841  | 1846  | 1851  |
| ---- | ----- | ----- | ----- | ----- | ----- | ----- | ----- | ----- |
| 995  | 1 150 | 1 068 | 1 254 | 1 478 | 1 494 | 1 560 | 1 825 | 1 904 |

| 1856  | 1861  | 1866  | 1871  | 1875  | 1880  | 1885  | 1890  | 1895  |
| ----- | ----- | ----- | ----- | ----- | ----- | ----- | ----- | ----- |
| 1 946 | 2 340 | 2 382 | 2 353 | 2 316 | 2 353 | 2 757 | 2 853 | 2 965 |

| 1900  | 1905  | 1910  | 1921  | 1926  | 1931  | 1936  | 1946  | 1954  |
| ----- | ----- | ----- | ----- | ----- | ----- | ----- | ----- | ----- |
| 3 187 | 3 397 | 3 594 | 3 329 | 3 528 | 3 882 | 4 012 | 3 897 | 3 829 |

| 1962  | 1968  | 1975  | 1982  | 1990  | 1999  | 2006  | 2011  | 2013  |
| ----- | ----- | ----- | ----- | ----- | ----- | ----- | ----- | ----- |
| 4 024 | 4 424 | 5 047 | 4 887 | 5 160 | 5 536 | 6 180 | 6 104 | 6 209 |

| 2015  | - | - | - | - | - | - | - | - |
| ----- | - | - | - | - | - | - | - | - |
| 6 175 | - | - | - | - | - | - | - | - |

## Enseignement
La ville de Brunstatt dispose de deux écoles maternelles publiques (Camille Seguin et le Centre) deux écoles primaires publiques (Prévert et Besenval).
Il y a aussi un collège public d'enseignement secondaire, le collège Pierre Pflimlin.
Le collège Pierre Pflimlin, inauguré en 2000, accueille des élèves de six communes des alentours (Bruebach, Brunstatt, Didenheim, Flaxlanden, Mulhouse et Zillisheim).
Le collège propose à ses élèves quatre sections sport études (judo,basket,tennis et football) et possède des infrastructures permettant de pratiquer ces sports (gymnase, terrain de football synthétique).
Les élèves peuvent également intégrer des sections bilingues sur tous les niveaux.

## Lieux et monuments
- Chapelle de la Croix du Burn, consacrée en 1882[13] ;
- Le Mont des Oliviers à la Croix du Burn[14] ;
- La source de la croix du Burn[15] ;
- Chemin de croix à la Croix-du-Burn[16] ;
- Église Saint-Georges, consacrée en 1924 (reconstruite à la suite d'un incendie en 1914)[17] :
  - ses cloches de 1789[18] et de 1809[19] ;
  - et son orgue actuel de 1926[20],[21].
- Église Sainte-Odile, consacrée en 1953 ;
- Puits[22] et fontaines[23] ;
- Monuments commémoratifs[24],[25] ;
- Monument sépulcral de la famille Unternaer[26] ;
- Oratoire Schaecher[27] ;
- Château de plaine[28],[29]
- Usine Ricola, selon les plans de Herzog et de Meuron, architectes bâlois de renommée mondiale

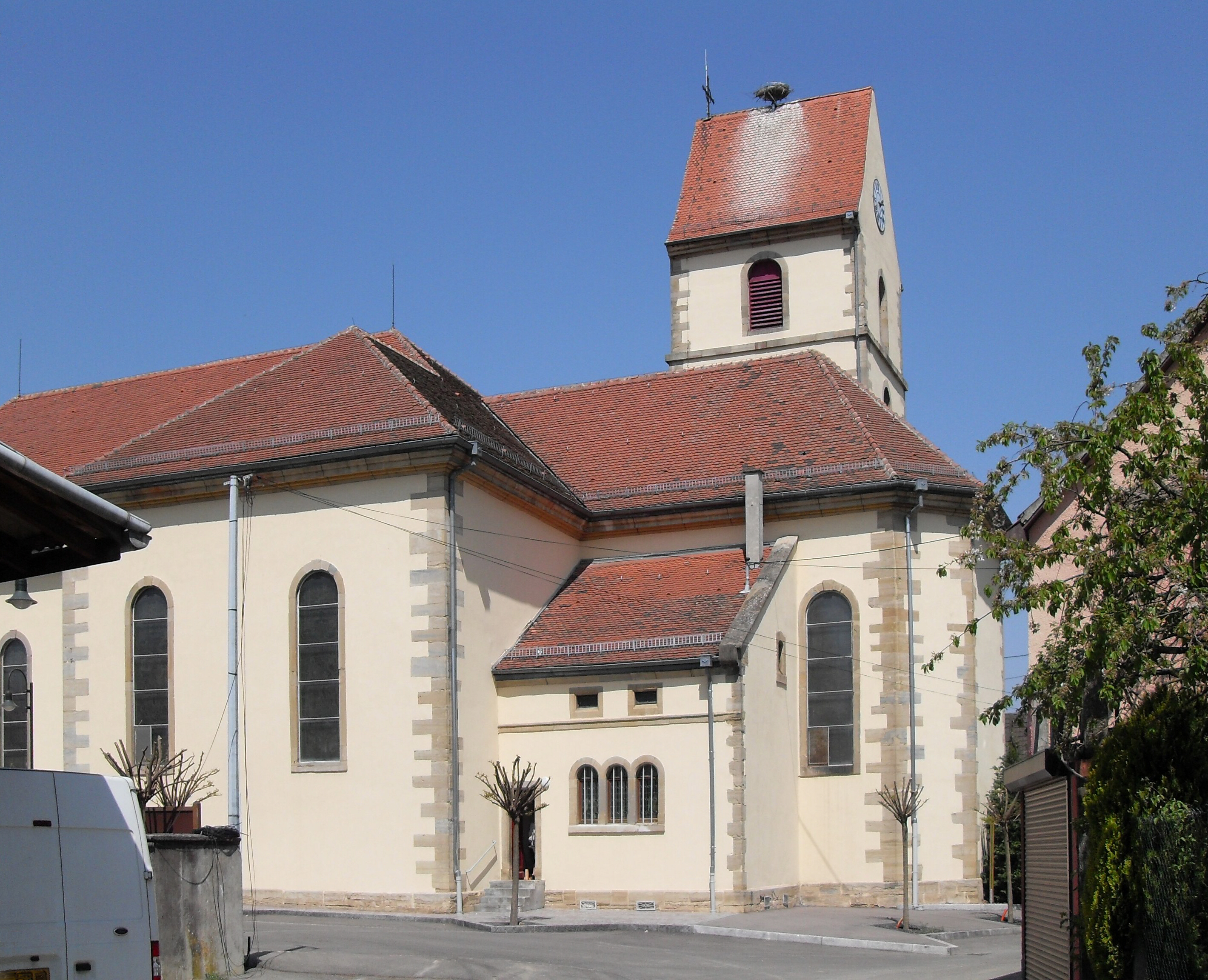
L'église Saint-Georges, côté est.
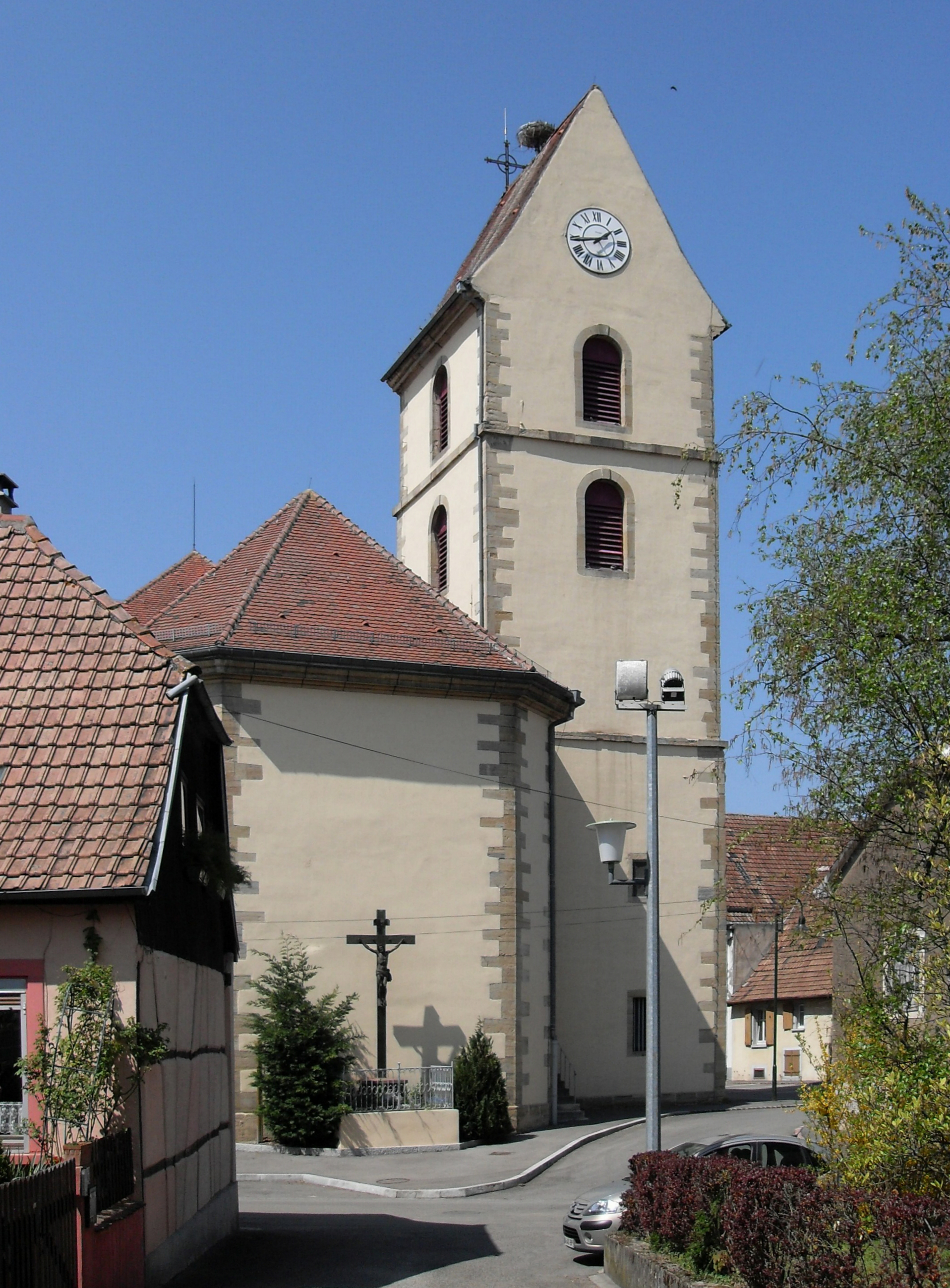
L'église Saint-Georges, côté sud.
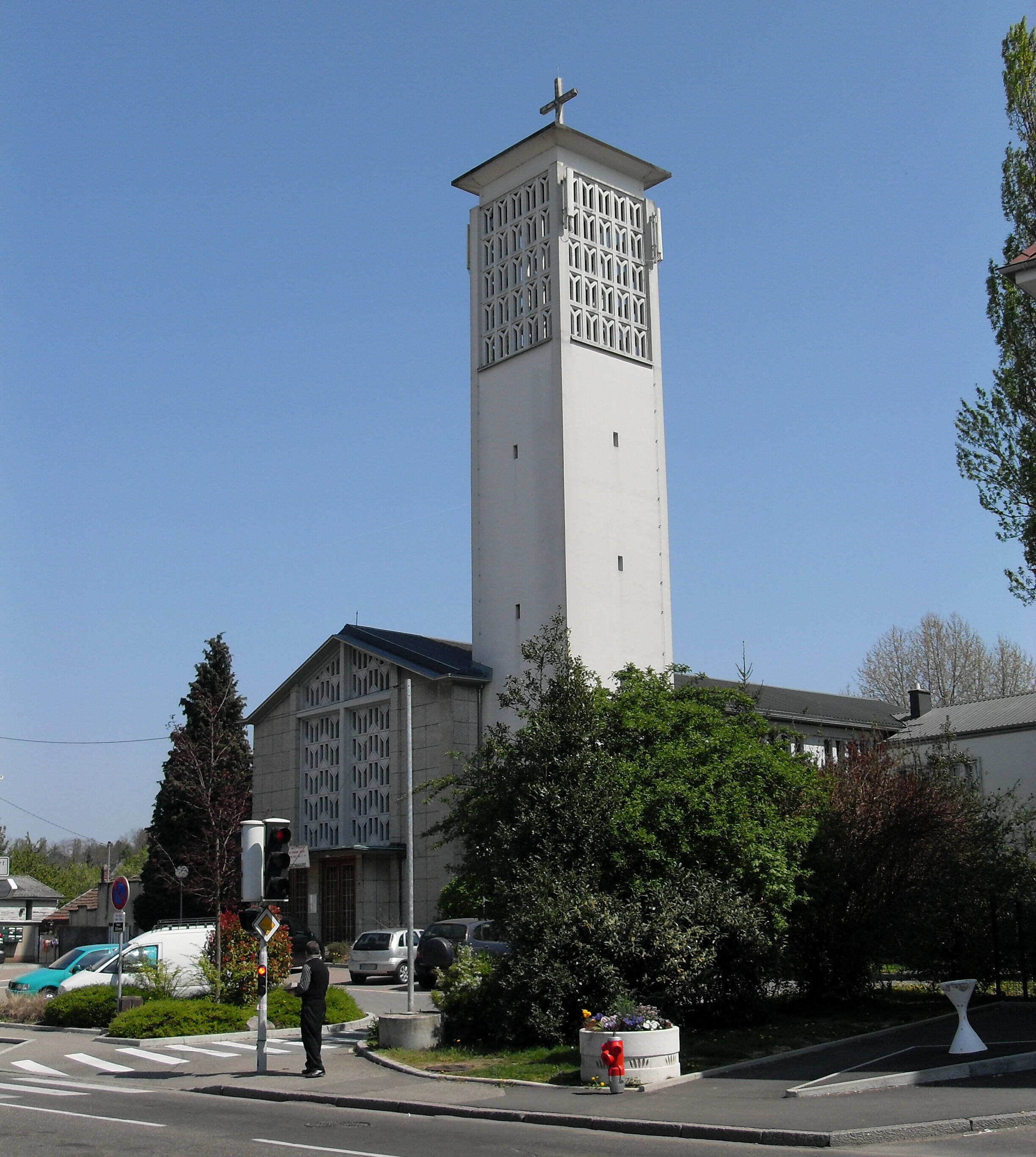
L'église Sainte-Odile.

## Personnes liées à la commune
- Joseph Steib, artiste-peintre né en 1898 à Mulhouse , et mort en 1966 à Brunstatt où il a vécu toute sa vie ;
- Jean-Baptiste Troppmann , auteur du "massacre de Pantin", né à Brunstatt en 1849, guillotiné en 1870 à Paris ;

## Dates importantes
- Fête des rues : le troisième samedi de septembre ;
- Forum des associations.